# Course en ligne masculine aux championnats du monde de cyclisme sur route 2021
La course en ligne masculine aux Championnats du monde de cyclisme sur route 2021 a lieu le 26 septembre 2021 sur 268,3 kilomètres entre Anvers et Louvain, en Belgique.

## Parcours
Le parcours de la course en ligne emprunte des mont pavés et pentus figurant sur le tracé de la Course des raisins et de la Flèche brabançonne.
Les coureurs démarrent sur la Grand-Place d'Anvers, où le Tour des Flandres s'élance ces dernières années. Les 50 kilomètres suivants les conduisent en ligne droite jusqu'à la Louvain, qui sert également de ville d'arrivée. Le parcours est alors tracé en circuit sur deux boucles.
Le « circuit principal » est une boucle de 15 kilomètres autour de Louvain caractérisée par des rues sinueuses au centre-ville. Il y a quatre courtes montées classées et au moins 20 virages serrés à négocier. L'autre boucle est surnommée le « circuit Flandrien ». Elle est longue de près de 50 kilomètres et emmène les coureurs vers les ascensions les plus difficiles. Le Smeysberg (à deux reprises), la Moskesstraat et ses pavés, la Taymansstraat, la Bekestraat ou encore la Veeweidestraat sont au programme avant un retour sur le plat vers le circuit principal de Louvain.
La course sur route masculine comprend un tour du circuit principal de Louvain, puis un tour du circuit Flandrien, puis quatre tours du circuit principal, une autre boucle du circuit Flandrien et, enfin, deux autres tours et demi du circuit principal. Le tracé totalise 268,3 kilomètres à travers 42 courtes montées, avec un dénivelé positif cumulé de 2 562 mètres,.

## Système de qualification
Le nombre de participants par pays est déterminé par des critères établis par l'Union cycliste internationale (UCI), qui prend en compte le Classement mondial UCI par pays du 17 août 2021. La répartition est la suivante : 8 participants pour les 10 premières nations classées, 6 participants pour les nations classées de 11 à 20, 4 participants pour les nations classées de 21 à 30 et 1 participant pour les nations classées de 31 à 50. Le tenant du titre Julian Alaphilippe, ainsi que le champion olympique Richard Carapaz et le champion d'Afrique Ryan Gibbons sont autorisés à prendre le départ de l'épreuve en plus du quota attribué à leur nation,.
| Équipes nationales (45)- France - Belgique - Slovénie - Italie - Grande-Bretagne - Pays-Bas - Danemark - Espagne - Australie - Colombie - Allemagne - Suisse - Portugal - Norvège - Équateur - Fédération russe de cyclisme - Pologne - États-Unis - Canada - Autriche - Nouvelle-Zélande - Irlande - Afrique du Sud - Estonie - Kazakhstan - Slovaquie - Érythrée - Tchéquie - Ukraine - Lettonie - Suède - Panama - Luxembourg - Hongrie - Biélorussie - Roumanie - Lituanie - Grèce - Mexique - Thaïlande - Mongolie - Uruguay - Venezuela - Albanie - Japon |
| |

## Favoris
À domicile, le grand favori est le champion de Belgique Wout van Aert, qui vient de remporter le classement général et quatre étapes du Tour de Grande-Bretagne. Deuxième des mondiaux en 2020 et des Jeux olympiques de Tokyo, il est capable de s'imposer au sprint ou en solitaire. Il est accompagné d'une solide équipe de Belgique, qui peut compter sur la présence de Remco Evenepoel en soutien.
L'Italien Sonny Colbrelli, récent champion d'Europe, réalise la meilleure saison de sa carrière et est annoncé comme le principal adversaire de van Aert.
Tenant du titre, le Français Julian Alaphilippe s'est montré moins en réussite en 2021 et a été régulièrement battu par van Aert, notamment sur le Tour de Grande-Bretagne, mais reste un des principaux prétendants au maillot arc-en-ciel. De son côté, le Néerlandais Mathieu van der Poel revient de blessure, mais reste un des favoris au titre.
La Slovénie est une des nations les plus attendus, avec son trio composé du vainqueur du Tour de France Tadej Pogačar, du vainqueur du Tour d'Espagne Primož Roglič et du coureur tout-terrain Matej Mohorič. L'équipe du Danemark est également emmenée par un trio prometteur avec le champion du monde 2019 Mads Pedersen, le vainqueur du Tour des Flandres Kasper Asgreen et le triple vainqueur d'étape sur le dernier Tour d'Espagne Magnus Cort Nielsen.
Les autres coureurs attendus sont le triple champion du monde slovaque Peter Sagan, le champion du monde polonais de 2014 Michal Kwiatkowski, le récent champion olympique britannique de VTT Tom Pidcock, ainsi que l'Australien Michael Matthews.

## Récit de la course
Lors des 10 premiers kilomètres, le peloton reste groupé, malgré des tentatives répétées pour former une échappée. Finalement, un groupe se forme avec Rory Townsend (Irlande), José Tito Hernández (Colombie), Joel Burbano (Equateur), Pavel Kochetkov (Fédération russe de cyclisme), Patrick Gamper (Autriche), Oskar Nisu (Estonie), Kim Magnusson (Suède) et Jambaljamts Sainbayar (Mongolie). Alors que l'écart atteint six minutes, Tim Declercq (Belgique) s'installe en tête du peloton pour maintenir un rythme constant et limiter l'écart avec les échappés. Plusieurs chutes ont lieu et impliquent Ethan Hayter (Grande-Bretagne), Matteo Trentin (Italie), Davide Ballerini (Italie) et Mads Pedersen (Danemark).
Affichant sa stratégie offensive, la France lance sa première attaque du jour à 200 kilomètres de l'arrivée. Vingt kilomètres plus tard, elle attaque à nouveau par l'intermédiaire d'Anthony Turgis, pris en chasse et ramené dans le peloton par Declercq. Un autre coureur français, Benoît Cosnefroy accèlère ensuite lors de la première ascension du Smeysberg, alors que la course entre dans le circuit Flandrien. Il est rejoint par Remco Evenepoel (Belgique) et Magnus Cort Nielsen (Danemark) et un écart se creuse alors que la Belgique bloque l'avant du peloton dans l'étroite montée pavée. Derrière l'échappée de 8 et le groupe de 3, le peloton se divise sur une partie plate et exposée du parcours, forçant l'Italie à mener la poursuite. Puis, sur la Taymanstraat à 174 kilomètres de l'arrivée, Stefan Bissegger (Suisse) attaque et emmène avec lui un groupe composé de représentants de plusieurs nations.
À nouveau, aucun italien ne suit ce mouvement et, alors que ce nouveau groupe se rapproche de Cosnefroy, Evenepoel et Cort Nielsen, l'Italie est obligée de mener une poursuite pour faire la jonction avec ce groupe qui comprend plusieurs des plus grands noms du cyclisme. On retrouve alors Kasper Asgreen (Danemark), DeClercq, Brandon McNulty (États-Unis), Pascal Eenkhoorn (Pays-Bas), Arnaud Démare (France), Primož Roglič et Jan Tratnik (Slovénie), Ben Swift (Grande-Bretagne), Imanol Erviti (Espagne), Bissegger, Nathan Haas (Australie) et Markus Hoelgaard (Norvège) présents avec Cort Nielsen, Cosnefroy et Evenepoel. L'écart entre ce groupe en poursuite et le peloton est monté jusqu'à une minute d'avance, puis s'est réduit à 22 secondes au moment où la course est rentrée dans le circuit de Louvain.
Après 40 kilomètres de course acharnée, le peloton a finalement rattrapé ce groupe dans le premier tour du circuit de Louvain, tout comme l'échappée du début de course.
Dès que le peloton s'est regroupé, il s'est à nouveau séparé ; cette fois sur des routes larges et plates et Mathieu van der Poel (Pays-Bas) s'est notamment retrouvé un temps piégé. Bien que le peloton se soit à nouveau réuni, les attaques sont devenues denses et rapides avec un peloton si étiré qu'il n'y avait que trois coureurs de front à son point le plus large. À 92 kilomètres de l'arrivée, l'élastique s'est cassé et un petit groupe composé d'Evenepoel, Andrea Bagioli (Italie), Ivan Garcia Cortina (Espagne), Valentin Madouas (France), Rasmus Tiller (Norvège), Robert Stannard (Australie), Mads Würtz Schmidt (Danemark), Tratnik, Dylan van Baarle (Pays-Bas), Nils Politt (Allemagne) et Neilson Powless (États-Unis) est parti.
Cette fois, la Grande-Bretagne est contrainte d'assumer la responsabilité de la poursuite lorsque l'écart atteint 40 secondes à l'entrée du circuit flandrien. À ce moment de la course, 90 coureurs, soit environ la moitié du peloton, ont déjà abandonné. Sur les montées plus longues du circuit Flandrien, diverses attaques sont lancées depuis le peloton pour tenter de rejoindre le groupe de tête. Une accélération du tenant du titre Julian Alaphilippe (France) est immédiatement suivie par le favori d'avant-course Wout van Aert (Belgique). Un groupe composé de la plupart des prétendants - à l'exception d'Asgreen, de Michael Matthews (Australie), de João Almeida (Portugal) et de Peter Sagan (Slovaquie) - les suit et revient sur groupe de tête, à 58 kilomètres de l'arrivée.
Alors que l'écart n'est plus que de 15 secondes, Evenepoel prend un long relais à l'avant pour distancer définitivement le groupe Sagan. Alaphilippe attaque une nouvelle fois sur le Smeysberg mais il est rattrapé par le groupe peu après. Pour dissuader de nouvelles attaques, Evenepoel augmente le rythme et reste en tête jusqu'à 25 kilomètres de l'arrivée.
Dans la montée du Wijnpers, Alaphilippe, lancé par Madouas, attaque une nouvelle fois, forçant van Aert à le poursuivre. Sa deuxième tentative, peu après, est également infructueuse, contrairement à la troisième attaque à 17 kilomètres de l'arrivée qui lui permet de prendre quelques secondes d'avance.
Un petit groupe composé de Valgren, Stuyven, Powless et Van Baarle se forme derrière lui, mais ils ne parviennent pas à revenir sur Alaphilippe qui conserve 32 secondes à l'arrivée et garde son titre mondial. Van Baarle prend la médaille d'argent devant Valgren, qui décroche celle de bronze et Stuyven.

## Classement
| \| Classement général \| Classement général \| Classement général \| Classement général \| Classement général \| \| Coureur \| Coureur \| Pays \| Équipe \| Temps \| \| ------------------ \| -------------------- \| ------------------ \| ------------------ \| ------------------ \| \| 1er \| Julian Alaphilippe \| France \| France \| 5 h 56 min 34 s \| \| 2e \| Dylan van Baarle \| Pays-Bas \| Pays-Bas \| + 32 s \| \| 3e \| Michael Valgren \| Danemark \| Danemark \| + 32 s \| \| 4e \| Jasper Stuyven \| Belgique \| Belgique \| + 32 s \| \| 5e \| Neilson Powless \| États-Unis \| États-Unis \| + 32 s \| \| 6e \| Tom Pidcock \| Royaume-Uni \| Grande-Bretagne \| + 49 s \| \| 7e \| Zdeněk Štybar \| Tchéquie \| Tchéquie \| + 1 min 06 s \| \| 8e \| Mathieu van der Poel \| Pays-Bas \| Pays-Bas \| + 1 min 18 s \| \| 9e \| Florian Sénéchal \| France \| France \| + 1 min 18 s \| \| 10e \| Sonny Colbrelli \| Italie \| Italie \| + 1 min 18 s \| \| 11e \| Wout van Aert \| Belgique \| Belgique \| + 1 min 18 s \| \| 12e \| Markus Hoelgaard \| Norvège \| Norvège \| + 1 min 18 s \| \| 13e \| Valentin Madouas \| France \| France \| + 1 min 18 s \| \| 14e \| Matej Mohorič \| Slovénie \| Slovénie \| + 4 min 00 s \| \| 15e \| Giacomo Nizzolo \| Italie \| Italie \| + 4 min 05 s \| \| 16e \| Nils Politt \| Allemagne \| Allemagne \| + 5 min 25 s \| \| 17e \| Guillaume Boivin \| Canada \| Canada \| + 5 min 25 s \| \| 18e \| Jan Polanc \| Slovénie \| Slovénie \| + 5 min 25 s \| \| 19e \| Benoît Cosnefroy \| France \| France \| + 5 min 30 s \| \| 20e \| Victor Campenaerts \| Belgique \| Belgique \| + 5 min 30 s \| |                      |             |                 |                 |
| |                      |             |                 |                 |
| Source : ProCyclingStats |                      |             |                 |                 |
| Classement général |                      |             |                 |                 |
| Coureur | Coureur              | Pays        | Équipe          | Temps           |
| 1er | Julian Alaphilippe   | France      | France          | 5 h 56 min 34 s |
| 2e | Dylan van Baarle     | Pays-Bas    | Pays-Bas        | + 32 s          |
| 3e | Michael Valgren      | Danemark    | Danemark        | + 32 s          |
| 4e | Jasper Stuyven       | Belgique    | Belgique        | + 32 s          |
| 5e | Neilson Powless      | États-Unis  | États-Unis      | + 32 s          |
| 6e | Tom Pidcock          | Royaume-Uni | Grande-Bretagne | + 49 s          |
| 7e | Zdeněk Štybar        | Tchéquie    | Tchéquie        | + 1 min 06 s    |
| 8e | Mathieu van der Poel | Pays-Bas    | Pays-Bas        | + 1 min 18 s    |
| 9e | Florian Sénéchal     | France      | France          | + 1 min 18 s    |
| 10e | Sonny Colbrelli      | Italie      | Italie          | + 1 min 18 s    |
| 11e | Wout van Aert        | Belgique    | Belgique        | + 1 min 18 s    |
| 12e | Markus Hoelgaard     | Norvège     | Norvège         | + 1 min 18 s    |
| 13e | Valentin Madouas     | France      | France          | + 1 min 18 s    |
| 14e | Matej Mohorič        | Slovénie    | Slovénie        | + 4 min 00 s    |
| 15e | Giacomo Nizzolo      | Italie      | Italie          | + 4 min 05 s    |
| 16e | Nils Politt          | Allemagne   | Allemagne       | + 5 min 25 s    |
| 17e | Guillaume Boivin     | Canada      | Canada          | + 5 min 25 s    |
| 18e | Jan Polanc           | Slovénie    | Slovénie        | + 5 min 25 s    |
| 19e | Benoît Cosnefroy     | France      | France          | + 5 min 30 s    |
| 20e | Victor Campenaerts   | Belgique    | Belgique        | + 5 min 30 s    |

## Liste des participants
Sources,
| France FRA | France FRA         | France FRA |
| ---------- | ------------------ | ---------- |
| Num        | Coureur            | Pos        |
| 1          | Julian Alaphilippe | 1er        |
| 2          | Rémi Cavagna       | AB         |
| 3          | Benoît Cosnefroy   | 19e        |
| 4          | Arnaud Démare      | 56e        |
| 5          | Christophe Laporte | AB         |
| 6          | Valentin Madouas   | 13e        |
| 7          | Clément Russo      | AB         |
| 8          | Florian Sénéchal   | 9e         |
| 9          | Anthony Turgis     | AB         |

| Belgique BEL | Belgique BEL       | Belgique BEL |
| ------------ | ------------------ | ------------ |
| Num          | Coureur            | Pos          |
| 10           | Tiesj Benoot       | 31e          |
| 11           | Victor Campenaerts | 20e          |
| 12           | Tim Declercq       | AB           |
| 13           | Remco Evenepoel    | 62e          |
| 14           | Yves Lampaert      | 61e          |
| 15           | Jasper Stuyven     | 4e           |
| 16           | Dylan Teuns        | 27e          |
| 17           | Wout van Aert      | 11e          |

| Slovénie SLO | Slovénie SLO  | Slovénie SLO |
| ------------ | ------------- | ------------ |
| Num          | Coureur       | Pos          |
| 18           | Luka Mezgec   | 30e          |
| 19           | Matej Mohorič | 14e          |
| 20           | Domen Novak   | AB           |
| 21           | David Per     | AB           |
| 22           | Tadej Pogačar | 37e          |
| 23           | Jan Polanc    | 18e          |
| 24           | Primož Roglič | 48e          |
| 25           | Jan Tratnik   | AB           |

| Italie ITA | Italie ITA           | Italie ITA |
| ---------- | -------------------- | ---------- |
| Num        | Coureur              | Pos        |
| 26         | Andrea Bagioli       | AB         |
| 27         | Davide Ballerini     | AB         |
| 28         | Sonny Colbrelli      | 10e        |
| 29         | Alessandro De Marchi | AB         |
| 30         | Gianni Moscon        | 58e        |
| 31         | Giacomo Nizzolo      | 15e        |
| 32         | Matteo Trentin       | AB         |
| 33         | Diego Ulissi         | 24e        |

| Grande-Bretagne GBR | Grande-Bretagne GBR | Grande-Bretagne GBR |
| ------------------- | ------------------- | ------------------- |
| Num                 | Coureur             | Pos                 |
| 34                  | Mark Cavendish      | AB                  |
| 35                  | Ethan Hayter        | 35e                 |
| 36                  | Tom Pidcock         | 6e                  |
| 37                  | Luke Rowe           | AB                  |
| 38                  | Jake Stewart        | AB                  |
| 39                  | Ben Swift           | AB                  |
| 40                  | Connor Swift        | AB                  |
| 41                  | Fred Wright         | AB                  |

| Pays-Bas NED | Pays-Bas NED         | Pays-Bas NED |
| ------------ | -------------------- | ------------ |
| Num          | Coureur              | Pos          |
| 42           | Pascal Eenkhoorn     | 66e          |
| 43           | Sebastian Langeveld  | AB           |
| 44           | Bauke Mollema        | 29e          |
| 45           | Oscar Riesebeek      | AB           |
| 46           | Mike Teunissen       | 22e          |
| 47           | Dylan van Baarle     | 2e           |
| 48           | Mathieu van der Poel | 8e           |
| 49           | Danny van Poppel     | AB           |

| Danemark DEN | Danemark DEN        | Danemark DEN |
| ------------ | ------------------- | ------------ |
| Num          | Coureur             | Pos          |
| 50           | Kasper Asgreen      | AB           |
| 51           | Mikkel Bjerg        | AB           |
| 52           | Mikkel Honoré       | AB           |
| 53           | Michael Valgren     | 3e           |
| 54           | Andreas Kron        | AB           |
| 55           | Magnus Cort Nielsen | AB           |
| 56           | Mads Pedersen       | AB           |
| 57           | Mads Würtz Schmidt  | AB           |

| Espagne ESP | Espagne ESP         | Espagne ESP |
| ----------- | ------------------- | ----------- |
| Num         | Coureur             | Pos         |
| 58          | Roger Adrià         | 59e         |
| 59          | Alex Aranburu       | AB          |
| 60          | Imanol Erviti       | 43e         |
| 61          | Iván García Cortina | 23e         |
| 62          | Gorka Izagirre      | 42e         |
| 63          | Carlos Rodríguez    | 53e         |
| 64          | Gonzalo Serrano     | 44e         |
| 65          | Lluís Mas           | AB          |

| Australie AUS | Australie AUS    | Australie AUS |
| ------------- | ---------------- | ------------- |
| Num           | Coureur          | Pos           |
| 66            | Luke Durbridge   | AB            |
| 67            | Caleb Ewan       | AB            |
| 68            | Nathan Haas      | AB            |
| 69            | Michael Matthews | 25e           |
| 70            | Nick Schultz     | AB            |
| 71            | Miles Scotson    | AB            |
| 72            | Robert Stannard  | AB            |
| 73            | Harry Sweeny     | AB            |

| Colombie COL | Colombie COL        | Colombie COL |
| ------------ | ------------------- | ------------ |
| Num          | Coureur             | Pos          |
| 74           | Esteban Chaves      | 64e          |
| 75           | Fernando Gaviria    | AB           |
| 76           | José Tito Hernández | AB           |
| 77           | Sergio Higuita      | AB           |
| 78           | Álvaro Hodeg        | AB           |
| 79           | Sebastián Molano    | AB           |
| 80           | Nelson Soto         | 65e          |
| 81           | Rigoberto Urán      | AB           |

| Allemagne GER | Allemagne GER         | Allemagne GER |
| ------------- | --------------------- | ------------- |
| Num           | Coureur               | Pos           |
| 82            | Pascal Ackermann      | AB            |
| 83            | Nikias Arndt          | 67e           |
| 84            | John Degenkolb        | AB            |
| 85            | Nils Politt           | 16e           |
| 86            | Maximilian Schachmann | AB            |
| 87            | Georg Zimmermann      | 68e           |

| Suisse SUI | Suisse SUI       | Suisse SUI |
| ---------- | ---------------- | ---------- |
| Num        | Coureur          | Pos        |
| 88         | Stefan Bissegger | AB         |
| 89         | Silvan Dillier   | 45e        |
| 90         | Marc Hirschi     | AB         |
| 91         | Stefan Küng      | 41e        |
| 92         | Fabian Lienhard  | 63e        |
| 93         | Michael Schär    | AB         |

| Portugal POR | Portugal POR    | Portugal POR |
| ------------ | --------------- | ------------ |
| Num          | Coureur         | Pos          |
| 94           | João Almeida    | 47e          |
| 95           | Nélson Oliveira | 55e          |
| 96           | Rui Oliveira    | 39e          |
| 97           | Rafael Reis     | AB           |
| 98           | André Carvalho  | AB           |

| Norvège NOR | Norvège NOR          | Norvège NOR |
| ----------- | -------------------- | ----------- |
| Num         | Coureur              | Pos         |
| 99          | Sven Erik Bystrøm    | 33e         |
| 100         | Odd Christian Eiking | AB          |
| 101         | Markus Hoelgaard     | 12e         |
| 102         | Alexander Kristoff   | 21e         |
| 103         | Vegard Stake Laengen | 34e         |
| 104         | Rasmus Tiller        | 51e         |

| Équateur ECU | Équateur ECU       | Équateur ECU |
| ------------ | ------------------ | ------------ |
| Num          | Coureur            | Pos          |
| 105          | Joel Burbano       | AB           |
| 106          | Byron Guamá        | AB           |
| 107          | Steven Haro        | AB           |
| 108          | Sebastián Novoa    | AB           |
| 109          | Cristian Pita      | AB           |
| 110          | Benjamín Quinteros | NP           |

| Fédération russe de cyclisme RCF | Fédération russe de cyclisme RCF | Fédération russe de cyclisme RCF |
| -------------------------------- | -------------------------------- | -------------------------------- |
| Num                              | Coureur                          | Pos                              |
| 111                              | Igor Boev                        | AB                               |
| 112                              | Sergey Chernetskiy               | AB                               |
| 113                              | Pavel Kochetkov                  | AB                               |
| 114                              | Artem Nych                       | 40e                              |
| 115                              | Petr Rikunov                     | AB                               |
| 116                              | Dmitri Strakhov                  | AB                               |

| Pologne POL | Pologne POL           | Pologne POL |
| ----------- | --------------------- | ----------- |
| Num         | Coureur               | Pos         |
| 117         | Stanisław Aniołkowski | AB          |
| 118         | Cesare Benedetti      | 46e         |
| 119         | Maciej Bodnar         | AB          |
| 120         | Michał Gołaś          | AB          |
| 121         | Michał Kwiatkowski    | 36e         |
| 122         | Łukasz Owsian         | AB          |

| États-Unis USA | États-Unis USA   | États-Unis USA |
| -------------- | ---------------- | -------------- |
| Num            | Coureur          | Pos            |
| 123            | Robin Carpenter  | AB             |
| 124            | Lawson Craddock  | 57e            |
| 125            | Matteo Jorgenson | AB             |
| 126            | Brandon McNulty  | AB             |
| 127            | Neilson Powless  | 5e             |
| 128            | Quinn Simmons    | AB             |

| Canada CAN | Canada CAN        | Canada CAN |
| ---------- | ----------------- | ---------- |
| Num        | Coureur           | Pos        |
| 129        | Guillaume Boivin  | 17e        |
| 130        | Pier-André Côté   | AB         |
| 131        | Antoine Duchesne  | AB         |
| 132        | Hugo Houle        | AB         |
| 133        | Benjamin Perry    | AB         |
| 134        | Nickolas Zukowsky | AB         |

| Autriche AUT | Autriche AUT          | Autriche AUT |
| ------------ | --------------------- | ------------ |
| Num          | Coureur               | Pos          |
| 135          | Patrick Gamper        | 38e          |
| 136          | Michael Gogl          | 54e          |
| 137          | Marco Haller          | AB           |
| 138          | Sebastian Schönberger | 28e          |

| Nouvelle-Zélande NZL | Nouvelle-Zélande NZL | Nouvelle-Zélande NZL |
| -------------------- | -------------------- | -------------------- |
| Num                  | Coureur              | Pos                  |
| 139                  | Shane Archbold       | AB                   |
| 140                  | Jack Bauer           | AB                   |
| 141                  | Connor Brown         | AB                   |
| 142                  | Thomas Scully        | AB                   |

| Irlande IRL | Irlande IRL   | Irlande IRL |
| ----------- | ------------- | ----------- |
| Num         | Coureur       | Pos         |
| 144         | Eddie Dunbar  | AB          |
| 145         | Ryan Mullen   | AB          |
| 146         | Rory Townsend | AB          |

| Afrique du Sud RSA | Afrique du Sud RSA          | Afrique du Sud RSA |
| ------------------ | --------------------------- | ------------------ |
| Num                | Coureur                     | Pos                |
| 147                | Gustav Basson               | AB                 |
| 148                | Ryan Gibbons                | AB                 |
| 149                | Reinardt Janse van Rensburg | AB                 |
| 150                | Jayde Julius                | AB                 |

| Estonie EST | Estonie EST       | Estonie EST |
| ----------- | ----------------- | ----------- |
| Num         | Coureur           | Pos         |
| 151         | Martin Laas       | AB          |
| 152         | Karl Patrick Lauk | AB          |
| 153         | Oskar Nisu        | AB          |
| 154         | Norman Vahtra     | AB          |

| Kazakhstan KAZ | Kazakhstan KAZ  | Kazakhstan KAZ |
| -------------- | --------------- | -------------- |
| Num            | Coureur         | Pos            |
| 155            | Daniil Fominykh | AB             |
| 156            | Yevgeniy Gidich | AB             |
| 157            | Dmitriy Gruzdev | AB             |
| 158            | Yuriy Natarov   | AB             |

| Slovaquie SVK | Slovaquie SVK | Slovaquie SVK |
| ------------- | ------------- | ------------- |
| Num           | Coureur       | Pos           |
| 159           | Erik Baška    | AB            |
| 160           | Juraj Sagan   | AB            |
| 161           | Peter Sagan   | 26e           |
| 162           | Patrik Tybor  | AB            |

| Érythrée ERI | Érythrée ERI    | Érythrée ERI |
| ------------ | --------------- | ------------ |
| Num          | Coureur         | Pos          |
| 163          | Natnael Berhane | AB           |
| 164          | Metkel Eyob     | AB           |
| 165          | Merhawi Kudus   | 50e          |
| 166          | Dawit Yemane    | AB           |

| Tchéquie CZE | Tchéquie CZE   | Tchéquie CZE |
| ------------ | -------------- | ------------ |
| Num          | Coureur        | Pos          |
| 167          | Josef Černý    | AB           |
| 168          | Michael Kukrle | AB           |
| 169          | Zdeněk Štybar  | 7e           |
| 170          | Petr Vakoč     | 32e          |

| Ukraine UKR | Ukraine UKR        | Ukraine UKR |
| ----------- | ------------------ | ----------- |
| Num         | Coureur            | Pos         |
| 171         | Anatoliy Budyak    | AB          |
| 172         | Mykhailo Kononenko | AB          |
| 173         | Andriy Kulyk       | AB          |
| 174         | Oleksandr Prevar   | AB          |

| Lettonie LAT | Lettonie LAT    | Lettonie LAT |
| ------------ | --------------- | ------------ |
| Num          | Coureur         | Pos          |
| 175          | Emīls Liepiņš   | 52e          |
| 176          | Krists Neilands | AB           |
| 177          | Martin Pluto    | AB           |
| 178          | Toms Skujiņš    | 60e          |

| Suède SWE | Suède SWE      | Suède SWE |
| --------- | -------------- | --------- |
| Num       | Coureur        | Pos       |
| 179       | Lucas Eriksson | AB        |
| 180       | Kim Magnusson  | AB        |

| Panama PAN | Panama PAN         | Panama PAN |
| ---------- | ------------------ | ---------- |
| Num        | Coureur            | Pos        |
| 181        | Franklin Archibold | AB         |

| Luxembourg LUX | Luxembourg LUX | Luxembourg LUX |
| -------------- | -------------- | -------------- |
| Num            | Coureur        | Pos            |
| 182            | Kevin Geniets  | AB             |
| 183            | Alex Kirsch    | AB             |

| Hongrie HUN | Hongrie HUN   | Hongrie HUN |
| ----------- | ------------- | ----------- |
| Num         | Coureur       | Pos         |
| 184         | Barnabás Peák | AB          |

| Biélorussie BLR | Biélorussie BLR       | Biélorussie BLR |
| --------------- | --------------------- | --------------- |
| Num             | Coureur               | Pos             |
| 185             | Aleksandr Riabushenko | AB              |

| Roumanie ROU | Roumanie ROU         | Roumanie ROU |
| ------------ | -------------------- | ------------ |
| Num          | Coureur              | Pos          |
| 186          | Eduard-Michael Grosu | AB           |

| Lituanie LTU | Lituanie LTU        | Lituanie LTU |
| ------------ | ------------------- | ------------ |
| Num          | Coureur             | Pos          |
| 187          | Evaldas Šiškevičius | AB           |

| Grèce GRE | Grèce GRE              | Grèce GRE |
| --------- | ---------------------- | --------- |
| Num       | Coureur                | Pos       |
| 188       | Polychrónis Tzortzákis | AB        |

| Mexique MEX | Mexique MEX | Mexique MEX |
| ----------- | ----------- | ----------- |
| Num         | Coureur     | Pos         |
| 189         | Eder Frayre | AB          |

| Thaïlande THA | Thaïlande THA         | Thaïlande THA |
| ------------- | --------------------- | ------------- |
| Num           | Coureur               | Pos           |
| 190           | Sarawut Sirironnachai | AB            |

| Mongolie MGL | Mongolie MGL          | Mongolie MGL |
| ------------ | --------------------- | ------------ |
| Num          | Coureur               | Pos          |
| 191          | Jambaljamts Sainbayar | AB           |

| Uruguay URU | Uruguay URU   | Uruguay URU |
| ----------- | ------------- | ----------- |
| Num         | Coureur       | Pos         |
| 192         | Eric Fagúndez | AB          |

| Venezuela VEN | Venezuela VEN | Venezuela VEN |
| ------------- | ------------- | ------------- |
| Num           | Coureur       | Pos           |
| 193           | Orluis Aular  | AB            |

| Albanie ALB | Albanie ALB | Albanie ALB |
| ----------- | ----------- | ----------- |
| Num         | Coureur     | Pos         |
| 194         | Ylber Sefa  | AB          |

| Japon JPN | Japon JPN       | Japon JPN |
| --------- | --------------- | --------- |
| Num       | Coureur         | Pos       |
| 195       | Yukiya Arashiro | 49e       |

| France FRA | France FRA         | France FRA |
| ---------- | ------------------ | ---------- |
| Num        | Coureur            | Pos        |
| 1          | Julian Alaphilippe | 1er        |
| 2          | Rémi Cavagna       | AB         |
| 3          | Benoît Cosnefroy   | 19e        |
| 4          | Arnaud Démare      | 56e        |
| 5          | Christophe Laporte | AB         |
| 6          | Valentin Madouas   | 13e        |
| 7          | Clément Russo      | AB         |
| 8          | Florian Sénéchal   | 9e         |
| 9          | Anthony Turgis     | AB         |

| Belgique BEL | Belgique BEL       | Belgique BEL |
| ------------ | ------------------ | ------------ |
| Num          | Coureur            | Pos          |
| 10           | Tiesj Benoot       | 31e          |
| 11           | Victor Campenaerts | 20e          |
| 12           | Tim Declercq       | AB           |
| 13           | Remco Evenepoel    | 62e          |
| 14           | Yves Lampaert      | 61e          |
| 15           | Jasper Stuyven     | 4e           |
| 16           | Dylan Teuns        | 27e          |
| 17           | Wout van Aert      | 11e          |

| Slovénie SLO | Slovénie SLO  | Slovénie SLO |
| ------------ | ------------- | ------------ |
| Num          | Coureur       | Pos          |
| 18           | Luka Mezgec   | 30e          |
| 19           | Matej Mohorič | 14e          |
| 20           | Domen Novak   | AB           |
| 21           | David Per     | AB           |
| 22           | Tadej Pogačar | 37e          |
| 23           | Jan Polanc    | 18e          |
| 24           | Primož Roglič | 48e          |
| 25           | Jan Tratnik   | AB           |

| Italie ITA | Italie ITA           | Italie ITA |
| ---------- | -------------------- | ---------- |
| Num        | Coureur              | Pos        |
| 26         | Andrea Bagioli       | AB         |
| 27         | Davide Ballerini     | AB         |
| 28         | Sonny Colbrelli      | 10e        |
| 29         | Alessandro De Marchi | AB         |
| 30         | Gianni Moscon        | 58e        |
| 31         | Giacomo Nizzolo      | 15e        |
| 32         | Matteo Trentin       | AB         |
| 33         | Diego Ulissi         | 24e        |

| Grande-Bretagne GBR | Grande-Bretagne GBR | Grande-Bretagne GBR |
| ------------------- | ------------------- | ------------------- |
| Num                 | Coureur             | Pos                 |
| 34                  | Mark Cavendish      | AB                  |
| 35                  | Ethan Hayter        | 35e                 |
| 36                  | Tom Pidcock         | 6e                  |
| 37                  | Luke Rowe           | AB                  |
| 38                  | Jake Stewart        | AB                  |
| 39                  | Ben Swift           | AB                  |
| 40                  | Connor Swift        | AB                  |
| 41                  | Fred Wright         | AB                  |

| Pays-Bas NED | Pays-Bas NED         | Pays-Bas NED |
| ------------ | -------------------- | ------------ |
| Num          | Coureur              | Pos          |
| 42           | Pascal Eenkhoorn     | 66e          |
| 43           | Sebastian Langeveld  | AB           |
| 44           | Bauke Mollema        | 29e          |
| 45           | Oscar Riesebeek      | AB           |
| 46           | Mike Teunissen       | 22e          |
| 47           | Dylan van Baarle     | 2e           |
| 48           | Mathieu van der Poel | 8e           |
| 49           | Danny van Poppel     | AB           |

| Danemark DEN | Danemark DEN        | Danemark DEN |
| ------------ | ------------------- | ------------ |
| Num          | Coureur             | Pos          |
| 50           | Kasper Asgreen      | AB           |
| 51           | Mikkel Bjerg        | AB           |
| 52           | Mikkel Honoré       | AB           |
| 53           | Michael Valgren     | 3e           |
| 54           | Andreas Kron        | AB           |
| 55           | Magnus Cort Nielsen | AB           |
| 56           | Mads Pedersen       | AB           |
| 57           | Mads Würtz Schmidt  | AB           |

| Espagne ESP | Espagne ESP         | Espagne ESP |
| ----------- | ------------------- | ----------- |
| Num         | Coureur             | Pos         |
| 58          | Roger Adrià         | 59e         |
| 59          | Alex Aranburu       | AB          |
| 60          | Imanol Erviti       | 43e         |
| 61          | Iván García Cortina | 23e         |
| 62          | Gorka Izagirre      | 42e         |
| 63          | Carlos Rodríguez    | 53e         |
| 64          | Gonzalo Serrano     | 44e         |
| 65          | Lluís Mas           | AB          |

| Australie AUS | Australie AUS    | Australie AUS |
| ------------- | ---------------- | ------------- |
| Num           | Coureur          | Pos           |
| 66            | Luke Durbridge   | AB            |
| 67            | Caleb Ewan       | AB            |
| 68            | Nathan Haas      | AB            |
| 69            | Michael Matthews | 25e           |
| 70            | Nick Schultz     | AB            |
| 71            | Miles Scotson    | AB            |
| 72            | Robert Stannard  | AB            |
| 73            | Harry Sweeny     | AB            |

| Colombie COL | Colombie COL        | Colombie COL |
| ------------ | ------------------- | ------------ |
| Num          | Coureur             | Pos          |
| 74           | Esteban Chaves      | 64e          |
| 75           | Fernando Gaviria    | AB           |
| 76           | José Tito Hernández | AB           |
| 77           | Sergio Higuita      | AB           |
| 78           | Álvaro Hodeg        | AB           |
| 79           | Sebastián Molano    | AB           |
| 80           | Nelson Soto         | 65e          |
| 81           | Rigoberto Urán      | AB           |

| Allemagne GER | Allemagne GER         | Allemagne GER |
| ------------- | --------------------- | ------------- |
| Num           | Coureur               | Pos           |
| 82            | Pascal Ackermann      | AB            |
| 83            | Nikias Arndt          | 67e           |
| 84            | John Degenkolb        | AB            |
| 85            | Nils Politt           | 16e           |
| 86            | Maximilian Schachmann | AB            |
| 87            | Georg Zimmermann      | 68e           |

| Suisse SUI | Suisse SUI       | Suisse SUI |
| ---------- | ---------------- | ---------- |
| Num        | Coureur          | Pos        |
| 88         | Stefan Bissegger | AB         |
| 89         | Silvan Dillier   | 45e        |
| 90         | Marc Hirschi     | AB         |
| 91         | Stefan Küng      | 41e        |
| 92         | Fabian Lienhard  | 63e        |
| 93         | Michael Schär    | AB         |

| Portugal POR | Portugal POR    | Portugal POR |
| ------------ | --------------- | ------------ |
| Num          | Coureur         | Pos          |
| 94           | João Almeida    | 47e          |
| 95           | Nélson Oliveira | 55e          |
| 96           | Rui Oliveira    | 39e          |
| 97           | Rafael Reis     | AB           |
| 98           | André Carvalho  | AB           |

| Norvège NOR | Norvège NOR          | Norvège NOR |
| ----------- | -------------------- | ----------- |
| Num         | Coureur              | Pos         |
| 99          | Sven Erik Bystrøm    | 33e         |
| 100         | Odd Christian Eiking | AB          |
| 101         | Markus Hoelgaard     | 12e         |
| 102         | Alexander Kristoff   | 21e         |
| 103         | Vegard Stake Laengen | 34e         |
| 104         | Rasmus Tiller        | 51e         |

| Équateur ECU | Équateur ECU       | Équateur ECU |
| ------------ | ------------------ | ------------ |
| Num          | Coureur            | Pos          |
| 105          | Joel Burbano       | AB           |
| 106          | Byron Guamá        | AB           |
| 107          | Steven Haro        | AB           |
| 108          | Sebastián Novoa    | AB           |
| 109          | Cristian Pita      | AB           |
| 110          | Benjamín Quinteros | NP           |

| Fédération russe de cyclisme RCF | Fédération russe de cyclisme RCF | Fédération russe de cyclisme RCF |
| -------------------------------- | -------------------------------- | -------------------------------- |
| Num                              | Coureur                          | Pos                              |
| 111                              | Igor Boev                        | AB                               |
| 112                              | Sergey Chernetskiy               | AB                               |
| 113                              | Pavel Kochetkov                  | AB                               |
| 114                              | Artem Nych                       | 40e                              |
| 115                              | Petr Rikunov                     | AB                               |
| 116                              | Dmitri Strakhov                  | AB                               |

| Pologne POL | Pologne POL           | Pologne POL |
| ----------- | --------------------- | ----------- |
| Num         | Coureur               | Pos         |
| 117         | Stanisław Aniołkowski | AB          |
| 118         | Cesare Benedetti      | 46e         |
| 119         | Maciej Bodnar         | AB          |
| 120         | Michał Gołaś          | AB          |
| 121         | Michał Kwiatkowski    | 36e         |
| 122         | Łukasz Owsian         | AB          |

| États-Unis USA | États-Unis USA   | États-Unis USA |
| -------------- | ---------------- | -------------- |
| Num            | Coureur          | Pos            |
| 123            | Robin Carpenter  | AB             |
| 124            | Lawson Craddock  | 57e            |
| 125            | Matteo Jorgenson | AB             |
| 126            | Brandon McNulty  | AB             |
| 127            | Neilson Powless  | 5e             |
| 128            | Quinn Simmons    | AB             |

| Canada CAN | Canada CAN        | Canada CAN |
| ---------- | ----------------- | ---------- |
| Num        | Coureur           | Pos        |
| 129        | Guillaume Boivin  | 17e        |
| 130        | Pier-André Côté   | AB         |
| 131        | Antoine Duchesne  | AB         |
| 132        | Hugo Houle        | AB         |
| 133        | Benjamin Perry    | AB         |
| 134        | Nickolas Zukowsky | AB         |

| Autriche AUT | Autriche AUT          | Autriche AUT |
| ------------ | --------------------- | ------------ |
| Num          | Coureur               | Pos          |
| 135          | Patrick Gamper        | 38e          |
| 136          | Michael Gogl          | 54e          |
| 137          | Marco Haller          | AB           |
| 138          | Sebastian Schönberger | 28e          |

| Nouvelle-Zélande NZL | Nouvelle-Zélande NZL | Nouvelle-Zélande NZL |
| -------------------- | -------------------- | -------------------- |
| Num                  | Coureur              | Pos                  |
| 139                  | Shane Archbold       | AB                   |
| 140                  | Jack Bauer           | AB                   |
| 141                  | Connor Brown         | AB                   |
| 142                  | Thomas Scully        | AB                   |

| Irlande IRL | Irlande IRL   | Irlande IRL |
| ----------- | ------------- | ----------- |
| Num         | Coureur       | Pos         |
| 144         | Eddie Dunbar  | AB          |
| 145         | Ryan Mullen   | AB          |
| 146         | Rory Townsend | AB          |

| Afrique du Sud RSA | Afrique du Sud RSA          | Afrique du Sud RSA |
| ------------------ | --------------------------- | ------------------ |
| Num                | Coureur                     | Pos                |
| 147                | Gustav Basson               | AB                 |
| 148                | Ryan Gibbons                | AB                 |
| 149                | Reinardt Janse van Rensburg | AB                 |
| 150                | Jayde Julius                | AB                 |

| Estonie EST | Estonie EST       | Estonie EST |
| ----------- | ----------------- | ----------- |
| Num         | Coureur           | Pos         |
| 151         | Martin Laas       | AB          |
| 152         | Karl Patrick Lauk | AB          |
| 153         | Oskar Nisu        | AB          |
| 154         | Norman Vahtra     | AB          |

| Kazakhstan KAZ | Kazakhstan KAZ  | Kazakhstan KAZ |
| -------------- | --------------- | -------------- |
| Num            | Coureur         | Pos            |
| 155            | Daniil Fominykh | AB             |
| 156            | Yevgeniy Gidich | AB             |
| 157            | Dmitriy Gruzdev | AB             |
| 158            | Yuriy Natarov   | AB             |

| Slovaquie SVK | Slovaquie SVK | Slovaquie SVK |
| ------------- | ------------- | ------------- |
| Num           | Coureur       | Pos           |
| 159           | Erik Baška    | AB            |
| 160           | Juraj Sagan   | AB            |
| 161           | Peter Sagan   | 26e           |
| 162           | Patrik Tybor  | AB            |

| Érythrée ERI | Érythrée ERI    | Érythrée ERI |
| ------------ | --------------- | ------------ |
| Num          | Coureur         | Pos          |
| 163          | Natnael Berhane | AB           |
| 164          | Metkel Eyob     | AB           |
| 165          | Merhawi Kudus   | 50e          |
| 166          | Dawit Yemane    | AB           |

| Tchéquie CZE | Tchéquie CZE   | Tchéquie CZE |
| ------------ | -------------- | ------------ |
| Num          | Coureur        | Pos          |
| 167          | Josef Černý    | AB           |
| 168          | Michael Kukrle | AB           |
| 169          | Zdeněk Štybar  | 7e           |
| 170          | Petr Vakoč     | 32e          |

| Ukraine UKR | Ukraine UKR        | Ukraine UKR |
| ----------- | ------------------ | ----------- |
| Num         | Coureur            | Pos         |
| 171         | Anatoliy Budyak    | AB          |
| 172         | Mykhailo Kononenko | AB          |
| 173         | Andriy Kulyk       | AB          |
| 174         | Oleksandr Prevar   | AB          |

| Lettonie LAT | Lettonie LAT    | Lettonie LAT |
| ------------ | --------------- | ------------ |
| Num          | Coureur         | Pos          |
| 175          | Emīls Liepiņš   | 52e          |
| 176          | Krists Neilands | AB           |
| 177          | Martin Pluto    | AB           |
| 178          | Toms Skujiņš    | 60e          |

| Suède SWE | Suède SWE      | Suède SWE |
| --------- | -------------- | --------- |
| Num       | Coureur        | Pos       |
| 179       | Lucas Eriksson | AB        |
| 180       | Kim Magnusson  | AB        |

| Panama PAN | Panama PAN         | Panama PAN |
| ---------- | ------------------ | ---------- |
| Num        | Coureur            | Pos        |
| 181        | Franklin Archibold | AB         |

| Luxembourg LUX | Luxembourg LUX | Luxembourg LUX |
| -------------- | -------------- | -------------- |
| Num            | Coureur        | Pos            |
| 182            | Kevin Geniets  | AB             |
| 183            | Alex Kirsch    | AB             |

| Hongrie HUN | Hongrie HUN   | Hongrie HUN |
| ----------- | ------------- | ----------- |
| Num         | Coureur       | Pos         |
| 184         | Barnabás Peák | AB          |

| Biélorussie BLR | Biélorussie BLR       | Biélorussie BLR |
| --------------- | --------------------- | --------------- |
| Num             | Coureur               | Pos             |
| 185             | Aleksandr Riabushenko | AB              |

| Roumanie ROU | Roumanie ROU         | Roumanie ROU |
| ------------ | -------------------- | ------------ |
| Num          | Coureur              | Pos          |
| 186          | Eduard-Michael Grosu | AB           |

| Lituanie LTU | Lituanie LTU        | Lituanie LTU |
| ------------ | ------------------- | ------------ |
| Num          | Coureur             | Pos          |
| 187          | Evaldas Šiškevičius | AB           |

| Grèce GRE | Grèce GRE              | Grèce GRE |
| --------- | ---------------------- | --------- |
| Num       | Coureur                | Pos       |
| 188       | Polychrónis Tzortzákis | AB        |

| Mexique MEX | Mexique MEX | Mexique MEX |
| ----------- | ----------- | ----------- |
| Num         | Coureur     | Pos         |
| 189         | Eder Frayre | AB          |

| Thaïlande THA | Thaïlande THA         | Thaïlande THA |
| ------------- | --------------------- | ------------- |
| Num           | Coureur               | Pos           |
| 190           | Sarawut Sirironnachai | AB            |

| Mongolie MGL | Mongolie MGL          | Mongolie MGL |
| ------------ | --------------------- | ------------ |
| Num          | Coureur               | Pos          |
| 191          | Jambaljamts Sainbayar | AB           |

| Uruguay URU | Uruguay URU   | Uruguay URU |
| ----------- | ------------- | ----------- |
| Num         | Coureur       | Pos         |
| 192         | Eric Fagúndez | AB          |

| Venezuela VEN | Venezuela VEN | Venezuela VEN |
| ------------- | ------------- | ------------- |
| Num           | Coureur       | Pos           |
| 193           | Orluis Aular  | AB            |

| Albanie ALB | Albanie ALB | Albanie ALB |
| ----------- | ----------- | ----------- |
| Num         | Coureur     | Pos         |
| 194         | Ylber Sefa  | AB          |

| Japon JPN | Japon JPN       | Japon JPN |
| --------- | --------------- | --------- |
| Num       | Coureur         | Pos       |
| 195       | Yukiya Arashiro | 49e       |